# America's Next Top Model (mùa 20)
Mùa thứ hai mươi của America's Next Top Model (còn được gọi là America's Next Top Model: Các chàng trai và cô gái hay ANTM 2.0) được phát sóng vào ngày 2 tháng 8 năm 2013 trên The CW. Tyra Banks, Kelly Cutrone, Bryanboy, Rob Evans đều quay trở lại với vai trò là ban giám khảo. Như trong các mùa trước, chỉ số truyền thông vẫn là một yếu tố quyết định để loại trừ. Khẩu hiệu cho mùa này là "Ai sẽ thống trị?".
Đây là mùa đầu tiên bao gồm 16 thí sinh, cũng như mùa đầu tiên có thí sinh nam. Đây cũng là mùa đầu tiên có hơn 13 tập phát sóng.
Điểm đến quốc tế cho mùa này là Bali cho top 8.
Quán quân của mùa 20 là Jourdan Miller, 19 tuổi đến từ Bend, Oregon. Cô giành được giải thưởng gồm một hợp đồng với NEXT Model Management, xuất hiện trên trang bìa tạp chí Nylon và hợp đồng quảng cáo với Guess trị giá $100,000.

## Các thí sinh
(Tính theo tuổi khi còn trong cuộc thi)
| Thí sinh | Thí sinh          | Tuổi | Chiều cao              | Quê quán                     | Bị loại ở | Hạng |
| -------- | ----------------- | ---- | ---------------------- | ---------------------------- | --------- | ---- |
|          | Bianca Alexa      | 18   | 1,77 m (5 ft 9+1⁄2 in) | Los Angeles, California      | Tập 3     | 16   |
|          | Chris Schellenger | 24   | 1,76 m (5 ft 9+1⁄2 in) | Houston, Texas               | Tập 3     | 15   |
|          | Chlea Ramirez     | 20   | 1,78 m (5 ft 10 in)    | Bear, Delaware               | Tập 4     | 14   |
|          | Mike Scocozza     | 27   | 1,95 m (6 ft 5 in)     | Los Angeles, California      | Tập 5     | 13   |
|          | Kanani Andaluz    | 19   | 1,71 m (5 ft 7+1⁄2 in) | Chicago, Illinois            | Tập 7     | 12   |
|          | Jiana Davis       | 20   | 1,78 m (5 ft 10 in)    | Denver, Colorado             | Tập 8     | 11   |
|          | Phil Sullivan     | 24   | 1,92 m (6 ft 3+1⁄2 in) | Lanesborough, Massachusetts  | Tập 9     | 10   |
|          | Alexandra Agroa   | 21   | 1,76 m (5 ft 9+1⁄2 in) | Palm City, Florida           | Tập 11    | 9    |
|          | Don Benjamin      | 25   | 1,83 m (6 ft 0 in)     | Minneapolis, Minnesota       | Tập 12    | 8    |
|          | Nina Burns        | 18   | 1,74 m (5 ft 8+1⁄2 in) | Berkeley Heights, New Jersey | Tập 13    | 7    |
|          | Jeremy Rohmer     | 19   | 1,90 m (6 ft 3 in)     | Mission Viejo, California    | Tập 13    | 6    |
|          | Renee Bhagwandeen | 24   | 1,73 m (5 ft 8 in)     | Fort Lauderdale, Florida     | Tập 14    | 5    |
|          | Chris Hernandez   | 25   | 1,86 m (6 ft 1 in)     | North Bergen, New Jersey     | Tập 14    | 4    |
|          | Cory Hindorff     | 22   | 1,88 m (6 ft 2 in)     | Philadelphia, Pennsylvania   | Tập 16    | 3    |
|          | Marvin Cortes     | 20   | 1,85 m (6 ft 1 in)     | The Bronx, New York          | Tập 16    | 2    |
|          | Jourdan Miller    | 19   | 1,85 m (6 ft 1 in)     | Bend, Oregon                 | Tập 16    | 1    |

## Các tập phát sóng

### Tập 1: Meet the Guys & Girls of Cycle 20 - Phần 1
Ngày phát sóng: 2 tháng 8 năm 2013

### Tập 2: Meet the Guys & Girls of Cycle 20 - Phần 2
Ngày phát sóng: 2 tháng 8 năm 2013
- Khách mời: Paul Marciano

### Tập 3: The Girl Who Gets Married Again
Ngày phát sóng: 9 tháng 8 năm 2013
| Bảng điểm | Bảng điểm | Bảng điểm | Bảng điểm | Bảng điểm | Bảng điểm | Bảng điểm    | Bảng điểm |
| --------- | --------- | --------- | --------- | --------- | --------- | ------------ | --------- |
| #         | Người mẫu | Tyra      | Kelly     | Rob       | Thử thách | Truyền thông | Tổng điểm |
| 1         | Marvin    | 9         | 9         | 10        | 8         | 6.1          | 42.1      |
| 2         | Don       | 9         | 8         | 9         | 6         | 7.1          | 39.1      |
| 3         | Chris H.  | 9         | 8         | 10        | 6         | 6.1          | 39.1      |
| 4         | Jiana     | 8         | 7         | 9         | 6         | 7.5          | 37.5      |
| 5         | Alexandra | 8         | 7         | 7         | 7         | 7.7          | 36.7      |
| 6         | Cory      | 8         | 7         | 6         | 7         | 7.6          | 35.6      |
| 7         | Jeremy    | 5         | 8         | 6         | 7         | 7.6          | 33.6      |
| 8         | Renee     | 6         | 5         | 7         | 9         | 5.6          | 32.6      |
| 9         | Nina      | 7         | 5         | 6         | 7         | 7.2          | 32.2      |
| 10        | Jourdan   | 5         | 7         | 6         | 6         | 7.9          | 31.9      |
| 11        | Kanani    | 7         | 5         | 7         | 6         | 6.9          | 31.9      |
| 12        | Chlea     | 7         | 4         | 8         | 6         | 6.6          | 31.6      |
| 13        | Phil      | 6         | 5         | 7         | 7         | 5.9          | 30.9      |
| 14        | Mike      | 7         | 6         | 7         | 5         | 5.4          | 30.4      |
| 15        | Chris S.  | 6         | 6         | 5         | 7         | 5.4          | 29.4      |
| 16        | Bianca    | 5         | 6         | 7         | 5         | 6.2          | 29.2      |

- Nhiếp ảnh gia: Douglas Friedman
- Khách mời: Jessica Hart

### Tập 4: The Guy Who Gets a Weave
Ngày phát sóng: 16 tháng 8 năm 2013
| Bảng điểm | Bảng điểm | Bảng điểm | Bảng điểm | Bảng điểm | Bảng điểm    | Bảng điểm |
| --------- | --------- | --------- | --------- | --------- | ------------ | --------- |
| #         | Người mẫu | Tyra      | Kelly     | Rob       | Truyền thông | Tổng điểm |
| 1         | Mike      | 10        | 8         | 9         | 7.5          | 34.5      |
| 2         | Jiana     | 9         | 7         | 9         | 8.8          | 33.8      |
| 3         | Jourdan   | 8         | 8         | 9         | 7.8          | 32.8      |
| 4         | Nina      | 8         | 8         | 6         | 8.6          | 30.6      |
| 5         | Chris H.  | 8         | 7         | 6         | 8.8          | 29.6      |
| 6         | Cory      | 8         | 7         | 6         | 7.8          | 28.8      |
| 7         | Alexandra | 8         | 6         | 7         | 7.8          | 28.8      |
| 8         | Kanani    | 7         | 8         | 8         | 5.8          | 28.8      |
| 9         | Renee     | 7         | 7         | 9         | 5.7          | 28.7      |
| 10        | Marvin    | 9         | 6         | 6         | 6.8          | 26.8      |
| 11        | Phil      | 7         | 5         | 6         | 6.7          | 24.7      |
| 12        | Jeremy    | 6         | 6         | 6         | 6.6          | 24.6      |
| 13        | Don       | 5         | 5         | 6         | 6.6          | 22.6      |
| 14        | Chlea     | 6         | 6         | 6         | 4.2          | 22.2      |

- Nhiếp ảnh gia: Sarah Silver
- Khách mời: Alessandra Ambrosio, Chad Kenyon, Yuki Tomoyuki, Harry Karp, Adrian Mekertichian, Christopher

### Tập 5: The Girl Who Went Around in Circles
Ngày phát sóng: 23 tháng 8 năm 2013
| Bảng điểm | Bảng điểm | Bảng điểm | Bảng điểm | Bảng điểm | Bảng điểm | Bảng điểm    | Bảng điểm |
| --------- | --------- | --------- | --------- | --------- | --------- | ------------ | --------- |
| #         | Người mẫu | Tyra      | Kelly     | Rob       | Thử thách | Truyền thông | Tổng điểm |
| 1         | Jourdan   | 9         | 8         | 10        | 10        | 8.1          | 45.1      |
| 2         | Nina      | 10        | 9         | 8         | 7         | 8.5          | 42.5      |
| 3         | Phil      | 8         | 9         | 9         | 9         | 6.5          | 41.5      |
| 4         | Don       | 9         | 8         | 8         | 8         | 7.7          | 40.7      |
| 5         | Chris H.  | 8         | 8         | 9         | 9         | 6.6          | 40.6      |
| 6         | Marvin    | 9         | 9         | 7         | 8         | 7.1          | 40.1      |
| 7         | Jiana     | 8         | 9         | 7         | 7         | 9.0          | 40.0      |
| 8         | Cory      | 8         | 8         | 9         | 7         | 6.1          | 38.1      |
| 9         | Kanani    | 9         | 6         | 8         | 7         | 7.7          | 37.7      |
| 10        | Alexandra | 8         | 7         | 8         | 6         | 8.0          | 37.0      |
| 11        | Renee     | 7         | 7         | 7         | 9         | 5.7          | 35.7      |
| 12        | Jeremy    | 7         | 7         | 6         | 6         | 7.2          | 33.2      |
| 13        | Mike      | 8         | 8         | 6         | 6         | 5.1          | 33.1      |

- Nhiếp ảnh gia: Mark "The Cobra Snake" Hunter
- Khách mời: Marvin Scott Jarrett, Ashton Michael, Kimberley Gordon, Caroline D'Amore, Sugar Pop Pop

### Tập 6: The Guy Who Gets to Kiss the Girl
Ngày phát sóng: 30 tháng 8 năm 2013
| Bảng điểm | Bảng điểm | Bảng điểm | Bảng điểm | Bảng điểm | Bảng điểm | Bảng điểm    | Bảng điểm |
| --------- | --------- | --------- | --------- | --------- | --------- | ------------ | --------- |
| #         | Người mẫu | Tyra      | Kelly     | Rob       | Thử thách | Truyền thông | Tổng điểm |
| 1         | Cory      | 10        | 10        | 8         | 9         | 8.7          | 45.7      |
| 2         | Kanani    | 10        | 10        | 10        | 8         | 7.6          | 45.6      |
| 3         | Don       | 9         | 9         | 9         | 8         | 7.6          | 42.6      |
| 4         | Phil      | 9         | 8         | 9         | 9         | 7.4          | 42.4      |
| 5         | Jourdan   | 8         | 7         | 10        | 8         | 8.2          | 41.2      |
| 6         | Chris H.  | 10        | 7         | 8         | 9         | 6.3          | 40.3      |
| 7         | Jeremy    | 8         | 7         | 7         | 10        | 7.5          | 39.5      |
| 8         | Renee     | 6         | 9         | 9         | 7         | 6.4          | 37.4      |
| 9         | Nina      | 9         | 7         | 7         | 7         | 6.9          | 36.9      |
| 10        | Marvin    | 8         | 8         | 7         | 6         | 6.7          | 35.7      |
| 11        | Jiana     | 6         | 8         | 8         | 6         | 7.5          | 35.5      |
| 12        | Alexandra | 6         | 8         | 6         | 7         | 7.7          | 34.7      |

- Đạo diễn TVC: Jeremy Rowley
- Khách mời: Perez Hilton

### Tập 7: The Girl Who is Scared of Clowns
Ngày phát sóng: 6 tháng 9 năm 2013
| Bảng điểm | Bảng điểm | Bảng điểm | Bảng điểm | Bảng điểm | Bảng điểm | Bảng điểm    | Bảng điểm |
| --------- | --------- | --------- | --------- | --------- | --------- | ------------ | --------- |
| #         | Người mẫu | Tyra      | Kelly     | Rob       | Thử thách | Truyền thông | Tổng điểm |
| 1         | Jourdan   | 8         | 9         | 9         | 9         | 9.2          | 44.2      |
| 2         | Marvin    | 10        | 9         | 9         | 7         | 8.0          | 43.0      |
| 3         | Cory      | 9         | 9         | 10        | 6         | 8.2          | 42.2      |
| 4         | Chris H.  | 10        | 8         | 9         | 6         | 6.8          | 39.8      |
| 5         | Don       | 8         | 7         | 9         | 7         | 8.0          | 39.0      |
| 6         | Renee     | 7         | 7         | 7         | 9         | 6.9          | 37.9      |
| 7         | Nina      | 8         | 7         | 6         | 7         | 8.9          | 36.9      |
| 8         | Jiana     | 5         | 7         | 9         | 6         | 7.3          | 34.3      |
| 9         | Phil      | 8         | 7         | 7         | 6         | 6.1          | 34.1      |
| 10        | Kanani    | 5         | 9         | 5         | 9         | 5.9          | 33.9      |
| 11        | Jeremy    | 7         | 5         | 5         | 7         | 7.0          | 31.0      |

- Nhiếp ảnh gia: Franco Lacosta
- Khách mời: Jackie Fraser-Swan

### Tập 8: The Guy Who Cries
Ngày phát sóng: 13 tháng 9 năm 2013
| Bảng điểm | Bảng điểm | Bảng điểm | Bảng điểm | Bảng điểm | Bảng điểm | Bảng điểm    | Bảng điểm |
| --------- | --------- | --------- | --------- | --------- | --------- | ------------ | --------- |
| #         | Người mẫu | Tyra      | Kelly     | Rob       | Thử thách | Truyền thông | Tổng điểm |
| 1         | Jourdan   | 10        | 10        | 10        | 7         | 7.5          | 44.5      |
| 2         | Renee     | 10        | 7         | 8         | 7         | 5.9          | 37.9      |
| 3         | Nina      | 8         | 9         | 7         | 8         | 5.9          | 37.9      |
| 4         | Chris H.  | 7         | 9         | 8         | 7         | 5.8          | 36.8      |
| 5         | Cory      | 9         | 8         | 8         | 5         | 5.3          | 35.3      |
| 6         | Don       | 6         | 7         | 8         | 9         | 5.3          | 35.3      |
| 7         | Marvin    | 8         | 7         | 9         | 6         | 4.0          | 34.0      |
| 8         | Phil      | 7         | 5         | 6         | 5         | 4.0          | 27.0      |
| 9         | Jiana     | 7         | 5         | 6         | 5         | 3.9          | 26.9      |

- Nhiếp ảnh gia: Udo Spreitzenbarth
- Khách mời: Monica Rose

### Tập 9: The Girl Whose Walk is TOO Good
Ngày phát sóng: 20 tháng 9 năm 2013
| Bảng điểm | Bảng điểm | Bảng điểm | Bảng điểm | Bảng điểm | Bảng điểm | Bảng điểm    | Bảng điểm |
| --------- | --------- | --------- | --------- | --------- | --------- | ------------ | --------- |
| #         | Người mẫu | Tyra      | Kelly     | Rob       | Thử thách | Truyền thông | Tổng điểm |
| 1         | Chris H.  | 10        | 10        | 9         | 8         | 6.1          | 43.1      |
| 2         | Nina      | 10        | 9         | 9         | 7         | 7.6          | 42.6      |
| 3         | Renee     | 9         | 7         | 10        | 10        | 5.3          | 41.3      |
| 4         | Cory      | 8         | 8         | 9         | 8         | 5.5          | 38.5      |
| 5         | Jourdan   | 6         | 9         | 9         | 6         | 7.1          | 37.1      |
| 6         | Don       | 8         | 7         | 7         | 9         | 5.9          | 36.9      |
| 7         | Marvin    | 8         | 8         | 6         | 6         | 3.9          | 31.9      |
| 8         | Phil      | 5         | 7         | 6         | 8         | 4.3          | 30.3      |

| # | Người mẫu | Bình chọn trung bình |
| - | --------- | -------------------- |
| 4 | Chlea     | Không công bố        |
| 3 | Kanani    | Không công bố        |
| 2 | Jiana     | Không công bố        |
| 1 | Alexandra | 7.00                 |

- Nhiếp ảnh gia: Matthew Jordan Smith
- Khách mời: Alexis Borges, Paulie Gibson, Daniela Zeltzer, Brad Schwartz

### Tập 10: The Guys and Girls Get Flirty
Ngày phát sóng: 27 tháng 9 năm 2013

### Tập 11: The Girl Who Gets Punked
Ngày phát sóng: 4 tháng 10 năm 2013
| # | Người mẫu | Bình chọn trung bình |
| - | --------- | -------------------- |
| 3 | Mike      | 5.20                 |
| 2 | Phil      | 5.50                 |
| 1 | Jeremy    | 6.70                 |

| Bảng điểm | Bảng điểm | Bảng điểm | Bảng điểm | Bảng điểm | Bảng điểm | Bảng điểm    | Bảng điểm |
| --------- | --------- | --------- | --------- | --------- | --------- | ------------ | --------- |
| #         | Người mẫu | Tyra      | Kelly     | Rob       | Thử thách | Truyền thông | Tổng điểm |
| 1         | Nina      | 10        | 9         | 10        | 8         | 6.9          | 43.9      |
| 2         | Don       | 10        | 7         | 9         | 8         | 6.1          | 40.1      |
| 3         | Renee     | 9         | 10        | 9         | 7         | 4.7          | 39.7      |
| 4         | Jourdan   | 7         | 8         | 7         | 9         | 6.1          | 37.1      |
| 5         | Cory      | 10        | 7         | 8         | 6         | 6.0          | 37.0      |
| 6         | Jeremy    | 9         | 8         | 6         | 7         | 5.7          | 35.7      |
| 7         | Marvin    | 7         | 8         | 8         | 7         | 5.7          | 35.7      |
| 8         | Chris H.  | 7         | 9         | 7         | 6         | 5.8          | 34.8      |
| 9         | Alexandra | 7         | 7         | 7         | 8         | 5.5          | 34.5      |

- Nhiếp ảnh gia: Sarah Silver
- Khách mời: Reggie Watts, Zendaya, Shaun Ross, Ken Mok

### Tập 12: The Guy Who Has a Panic Attack
Ngày phát sóng: 11 tháng 10 năm 2013
| Bảng điểm | Bảng điểm | Bảng điểm | Bảng điểm | Bảng điểm | Bảng điểm | Bảng điểm    | Bảng điểm |
| --------- | --------- | --------- | --------- | --------- | --------- | ------------ | --------- |
| #         | Người mẫu | Tyra      | Kelly     | Rob       | Thử thách | Truyền thông | Tổng điểm |
| 1         | Nina      | 10        | 9         | 6         | 6         | 7.3          | 38.3      |
| 2         | Renee     | 8         | 8         | 7         | 10        | 3.9          | 36.9      |
| 3         | Jeremy    | 7         | 7         | 8         | 8         | 6.8          | 36.8      |
| 4         | Cory      | 9         | 9         | 6         | 6         | 5.4          | 35.4      |
| 5         | Jourdan   | 6         | 8         | 7         | 9         | 4.9          | 34.9      |
| 6         | Chris H.  | 6         | 9         | 6         | 8         | 4.5          | 33.5      |
| 7         | Marvin    | 8         | 7         | 6         | 6         | 5.6          | 32.6      |
| 8         | Don       | 6         | 7         | 9         | 5         | 5.3          | 32.3      |

- Nhiếp ảnh gia: Lennette Newell
- Khách mời: Carole Lacroix, Laura Fuest

### Tập 13: The Girl Who Gets Kissed on an Elephant
Ngày phát sóng: 18 tháng 10 năm 2013
| Bảng điểm | Bảng điểm | Bảng điểm | Bảng điểm | Bảng điểm | Bảng điểm    | Bảng điểm |
| --------- | --------- | --------- | --------- | --------- | ------------ | --------- |
| #         | Người mẫu | Tyra      | Kelly     | Rob       | Truyền thông | Tổng điểm |
| 1         | Jourdan   | 10        | 9         | 7         | 7            | 33.0      |
| 2         | Marvin    | 9         | 9         | 9         | 5.7          | 32.7      |
| 3         | Cory      | 9         | 9         | 6         | 6            | 30.0      |
| 4         | Renee     | 7         | 7         | 10        | 5.2          | 29.2      |
| 5         | Chris H.  | 8         | 7         | 8         | 5.5          | 28.5      |
| 6         | Jeremy    | 7         | 7         | 7         | 6.7          | 27.7      |
| 7         | Nina      | 8         | 6         | 6         | 6.9          | 26.9      |

- Nhiếp ảnh gia: Jez Smith
- Khách mời: Oka Diputra, Rafi A. Ridwan

### Tập 14: The Guy Who Becomes a Bat
Ngày phát sóng: 1 tháng 11 năm 2013
| Bảng điểm | Bảng điểm | Bảng điểm | Bảng điểm | Bảng điểm | Bảng điểm | Bảng điểm    | Bảng điểm |
| --------- | --------- | --------- | --------- | --------- | --------- | ------------ | --------- |
| #         | Người mẫu | Tyra      | Kelly     | Rob       | Thử thách | Truyền thông | Tổng điểm |
| 1         | Jourdan   | 9         | 9         | 10        | 9         | 7            | 44.0      |
| 2         | Marvin    | 9         | 9         | 9         | 10        | 5.7          | 42.7      |
| 3         | Cory      | 10        | 8         | 6         | 9         | 5.2          | 38.2      |
| 4         | Chris H.  | 8         | 7         | 8         | 8         | 5.7          | 36.7      |
| 5         | Renee     | 7         | 7         | 7         | 10        | 5.5          | 36.5      |

- Nhiếp ảnh gia: Jez Smith
- Khách mời: Laura James

### Tập 15: Chung kết Phần 1: The Finalists Shoot Their Guess Campaign
Ngày phát sóng: 8 tháng 11 năm 2013
- Nhiếp ảnh gia: Yu Tsai, Dinar Puspita Sari
- Khách mời: Mrs. Maria, Laura James, Marvin Scott Jarrett, Ken Mok, Laura Fuest Silva

### Tập 16: Chung kết Phần 2: The Guy or Girl Who Becomes America's Next Top Model
Ngày phát sóng: 15 tháng 11 năm 2013
| Bảng điểm | Bảng điểm | Bảng điểm | Bảng điểm | Bảng điểm | Bảng điểm |
| --------- | --------- | --------- | --------- | --------- | --------- |
| #         | Người mẫu | Tyra      | Kelly     | Rob       | Tổng điểm |
| 1         | Jourdan   | 9         | 9         | 9         | 27.0      |
| 2         | Marvin    | 8         | 8         | 9         | 25.0      |

- Khách mời: Laura James

## The Comeback Series
Giống như mùa trước, The Comeback Series online cũng trở lại với Bryanboy làm dẫn chương trình. Trang web của The Comeback Series theo sát những thí sinh bị loại trong từng buổi chụp hình của tập kế tiếp. Trong mùa này, khán giả được quyền trao cơ hội cho hai thí sinh đã bị loại, một người mẫu nam và một người mẫu nữ được quay trở lại cuộc thi. Đối với việc tích lũy điểm trung bình cao nhất trên mạng xã hội, Alexandra được cho phép trở lại cuộc thi vào cuối Tập 9. Ngay lập tức sau khi Alexandra trở lại, Tyra tiết lộ một người mẫu nam khác sẽ được trao cơ hội trở lại cuộc thi. Trong Tập 11, sau tập Tóm tắt được công bố Jeremy sẽ là người mẫu nam sẽ quay trở lại cuộc thi.
Ghi chú: Bianca và Chris S. không tham gia vào The Comeback Series. The Comeback Series bắt đầu với Chlea, thí sinh thứ ba bị loại từ chương trình.

## Kết quả

### Thứ tự gọi tên
| 1  | Alexandra | Marvin    | Mike      | Jourdan   | Cory      | Jourdan  | Jourdan  | Chris H. | Nina      | Nina     | Jourdan  | Jourdan  | Jourdan | Jourdan |  |  |  |  |  |  |  |  |  |  |  |  |  |  |
| 2  | Mike      | Don       | Jiana     | Nina      | Kanani    | Marvin   | Renee    | Nina     | Don       | Renee    | Marvin   | Marvin   | Marvin  | Marvin  |  |  |  |  |  |  |  |  |  |  |  |  |  |  |
| 3  | Renee     | Chris H.  | Jourdan   | Phil      | Don       | Cory     | Nina     | Renee    | Renee     | Jeremy   | Cory     | Cory     | Cory    |         |  |  |  |  |  |  |  |  |  |  |  |  |  |  |
| 4  | Cory      | Jiana     | Nina      | Don       | Phil      | Chris H. | Chris H. | Cory     | Jourdan   | Cory     | Renee    | Chris H. |         |         |  |  |  |  |  |  |  |  |  |  |  |  |  |  |
| 5  | Jourdan   | Alexandra | Chris H.  | Chris H.  | Jourdan   | Don      | Cory     | Jourdan  | Cory      | Jourdan  | Chris H. | Renee    |         |         |  |  |  |  |  |  |  |  |  |  |  |  |  |  |
| 6  | Don       | Cory      | Cory      | Marvin    | Chris H.  | Renee    | Don      | Don      | Jeremy    | Chris H. | Jeremy   |          |         |         |  |  |  |  |  |  |  |  |  |  |  |  |  |  |
| 7  | Jiana     | Jeremy    | Alexandra | Jiana     | Jeremy    | Nina     | Marvin   | Marvin   | Marvin    | Marvin   | Nina     |          |         |         |  |  |  |  |  |  |  |  |  |  |  |  |  |  |
| 8  | Chris S.  | Renee     | Kanani    | Cory      | Renee     | Jiana    | Phil     | Phil     | Chris H.  | Don      |          |          |         |         |  |  |  |  |  |  |  |  |  |  |  |  |  |  |
| 9  | Chlea     | Nina      | Renee     | Kanani    | Nina      | Phil     | Jiana    |          | Alexandra |          |          |          |         |         |  |  |  |  |  |  |  |  |  |  |  |  |  |  |
| 10 | Jeremy    | Jourdan   | Marvin    | Alexandra | Marvin    | Kanani   |          |          |           |          |          |          |         |         |  |  |  |  |  |  |  |  |  |  |  |  |  |  |
| 11 | Nina      | Kanani    | Phil      | Renee     | Jiana     | Jeremy   |          |          |           |          |          |          |         |         |  |  |  |  |  |  |  |  |  |  |  |  |  |  |
| 12 | Phil      | Chlea     | Jeremy    | Jeremy    | Alexandra |          |          |          |           |          |          |          |         |         |  |  |  |  |  |  |  |  |  |  |  |  |  |  |
| 13 | Bianca    | Phil      | Don       | Mike      |           |          |          |          |           |          |          |          |         |         |  |  |  |  |  |  |  |  |  |  |  |  |  |  |
| 14 | Chris H.  | Mike      | Chlea     |           |           |          |          |          |           |          |          |          |         |         |  |  |  |  |  |  |  |  |  |  |  |  |  |  |
| 15 | Kanani    | Chris S.  |           |           |           |          |          |          |           |          |          |          |         |         |  |  |  |  |  |  |  |  |  |  |  |  |  |  |
| 16 | Marvin    | Bianca    |           |           |           |          |          |          |           |          |          |          |         |         |  |  |  |  |  |  |  |  |  |  |  |  |  |  |

     Thí sinh bị loại
     Thí sinh bị loại trước phòng đánh giá
     Thí sinh chiến thắng

### Bảng điểm
| Hạng | Người mẫu | Tập  | Tập  | Tập  | Tập  | Tập  | Tập  | Tập  | Tập  | Tập  | Tập  | Tập  | Tập  | Tập  | Tổng điểm | Trung bình |
| Hạng | Người mẫu | 3    | 4    | 5    | 6    | 7    | 8    | 9    | 11   | 12   | 13   | 14   | 16   | 16   | Tổng điểm | Trung bình |
| ---- | --------- | ---- | ---- | ---- | ---- | ---- | ---- | ---- | ---- | ---- | ---- | ---- | ---- | ---- | --------- | ---------- |
| 1    | Jourdan   | 31.9 | 32.8 | 45.1 | 41.2 | 44.2 | 44.5 | 37.1 | 37.1 | 34.9 | 33.0 | 44.0 | 32.0 | 27.0 | 425.8     | 38.7       |
| 2    | Marvin    | 42.1 | 27.8 | 40.1 | 35.7 | 43.0 | 34.0 | 31.9 | 35.7 | 32.6 | 32.7 | 42.7 | 27.5 | 25.0 | 398.3     | 36.2       |
| 3    | Cory      | 35.6 | 28.8 | 38.1 | 45.7 | 42.2 | 35.3 | 38.5 | 37.0 | 35.4 | 30.0 | 38.2 | 26.6 |      | 404.8     | 36.8       |
| 4    | Chris H.  | 39.1 | 29.8 | 40.6 | 40.3 | 39.8 | 36.8 | 43.1 | 34.8 | 33.5 | 28.5 | 36.7 |      |      | 403.2     | 36.6       |
| 5    | Renee     | 32.6 | 28.7 | 35.7 | 37.4 | 37.9 | 37.9 | 41.3 | 39.7 | 36.9 | 29.2 | 36.5 |      |      | 393.8     | 35.8       |
| 6    | Jeremy    | 33.6 | 24.6 | 33.2 | 39.5 | 31.0 |      |      | 35.7 | 36.8 | 27.7 |      |      |      | 262.1     | 32.8       |
| 7    | Nina      | 32.2 | 30.6 | 42.5 | 36.9 | 36.9 | 37.9 | 42.6 | 43.9 | 38.3 | 26.9 |      |      |      | 368.7     | 36.9       |
| 8    | Don       | 39.1 | 22.6 | 40.8 | 42.6 | 39.0 | 35.3 | 36.9 | 40.1 | 32.3 |      |      |      |      | 328.7     | 36.5       |
| 9    | Alexandra | 36.7 | 28.8 | 37.0 | 34.7 |      |      |      | 34.5 |      |      |      |      |      | 171.7     | 34.3       |
| 10   | Phil      | 30.9 | 24.7 | 41.5 | 42.4 | 34.1 | 27.0 | 30.3 |      |      |      |      |      |      | 230.9     | 33.0       |
| 11   | Jiana     | 37.5 | 33.8 | 40.0 | 35.5 | 34.3 | 26.9 |      |      |      |      |      |      |      | 208.0     | 34.7       |
| 12   | Kanani    | 31.9 | 28.8 | 37.7 | 45.6 | 33.9 |      |      |      |      |      |      |      |      | 177.9     | 35.6       |
| 13   | Mike      | 30.4 | 34.5 | 33.1 |      |      |      |      |      |      |      |      |      |      | 98.0      | 32.7       |
| 14   | Chlea     | 31.6 | 22.2 |      |      |      |      |      |      |      |      |      |      |      | 53.8      | 26.9       |
| 15   | Chris S.  | 29.4 |      |      |      |      |      |      |      |      |      |      |      |      | 29.4      | 29.4       |
| 16   | Bianca    | 29.2 |      |      |      |      |      |      |      |      |      |      |      |      | 29.2      | 29.2       |

     Thí sinh có điểm cao nhất tuần.
     Thí sinh ở cuối bảng.
     Thí sinh bị loại.
     Thí sinh chiến thắng cuộc thi.

### Buổi chụp ảnh
- Tập 1: Trình diễn thời trang trong mặt nạ (casting phần 1)
- Tập 2: Tạo dáng trong đồ da (casting phần 1)
- Tập 3: Các kiểu đám cưới
- Tập 4: Thời trang BDSM với Alessandra Ambrosio và Rob Evans
- Tập 5: Cuộc sống trong ngôi nhà di động
- Tập 6: Quảng cáo cho Questionable Body Spray theo cặp với giới tính hoán đổi
- Tập 7: Ảnh chân dung với móng tay kiểu
- Tập 8: Đồ trắng trong khi bị tạt sơn
- Tập 9: Haute Couture với gương trên mặt đất
- Tập 11: Khuyết điểm xinh đẹp với Zendaya và Shaun Ross
- Tập 12: Hóa thân thành động vật
- Tập 13: Thời trang cánh đồng lúa
- Tập 14: Chú dơi lộn ngược
- Tập 15: Ảnh quảng cáo cho Guess'; Ảnh bìa tạp chí Nylon
- Tập 16: Áo tắm trong rừng

## Tỉ suất người xem
| Thứ tự tập trong ANTM | Thứ tự tập trong mùa | Tập                                                                      | Ngày phát sóng       | Người xem (Triệu người) | 18–49 Tỉ suất/Chia sẻ |
| --------------------- | -------------------- | ------------------------------------------------------------------------ | -------------------- | ----------------------- | --------------------- |
| 242                   | 1                    | "Meet the Guys & Girls of Cycle 20 - Phần 1"                             | 2 tháng 8 năm 2013   | 1.55                    | 0.6/2                 |
| 243                   | 2                    | "Meet the Guys & Girls of Cycle 20 - Phần 2"                             | 2 tháng 8 năm 2013   | 1.55                    | 0.6/2                 |
| 244                   | 3                    | "The Girl Who Gets Married Again"                                        | 9 tháng 8 năm 2013   | 1.22                    | 0.4/1                 |
| 245                   | 4                    | "The Guy Who Gets a Weave"                                               | 16 tháng 8 năm 2013  | 1.50                    | 0.5/2                 |
| 246                   | 5                    | "The Girl Who Went Around in Circles"                                    | 23 tháng 8 năm 2013  | 1.45                    | 0.5/2                 |
| 247                   | 6                    | "The Guy Who Gets to Kiss the Girl"                                      | 30 tháng 8 năm 2013  | 1.12                    | 0.4/2                 |
| 248                   | 7                    | "The Girl Who is Scared of Clowns"                                       | 6 tháng 9 năm 2013   | 1.45                    | 0.5/1                 |
| 249                   | 8                    | "The Guy Who Cries"                                                      | 13 tháng 9 năm 2013  | 1.35                    | 0.5/2                 |
| 250                   | 9                    | "The Girl Whose Walk is TOO Good"                                        | 20 tháng 9 năm 2013  | 1.20                    | 0.4/1                 |
| 251                   | 10                   | "The Guys and Girls Get Flirty"                                          | 27 tháng 9 năm 2013  | 1.53                    | 0.4/1                 |
| 252                   | 11                   | "The Girl Who Gets Punked"                                               | 4 tháng 10 năm 2013  | 1.35                    | 0.4/1                 |
| 253                   | 12                   | "The Guy Who Has a Panic Attack"                                         | 11 tháng 10 năm 2013 | 1.15                    | 0.4/1                 |
| 254                   | 13                   | "The Girl Who Got Kissed on an Elephant"                                 | 18 tháng 10 năm 2013 | 1.20                    | 0.4/1                 |
| 255                   | 14                   | "The Guy Who Becomes a Bat"                                              | 1 tháng 11 năm 2013  | 1.40                    | 0.5/1                 |
| 256                   | 15                   | "Chung kết Phần 1: The Finalists Shoot Their Guess Campaign"             | 8 tháng 11 năm 2013  | 1.35                    | 0.5/2                 |
| 257                   | 16                   | "Chung kết Phần 2: The Guy or Girl Who Becomes America's Next Top Model" | 15 tháng 11 năm 2013 | 1.529                   | 0.6/3                 |